# Sonja Manzenreiter
Sonja Manzenreiter (Innsbruck, 18 de julio de 1975) es una deportista austríaca que compitió en luge en la modalidad individual. Su hermano Robert también compitió en luge.
Ganó una medalla de bronce en el Campeonato Mundial de Luge de 2003. Participó en tres Juegos Olímpicos de Invierno, entre los años 1998 y 2006, ocupando el séptimo lugar en Salt Lake City 2002, en la prueba individual.

## Palmarés internacional
| Campeonato Mundial | Campeonato Mundial | Campeonato Mundial | Campeonato Mundial |
| Año                | Lugar              | Medalla            | Prueba             |
| ------------------ | ------------------ | ------------------ | ------------------ |
| 2003               | Sigulda (Letonia)  | Medalla de bronce  | Equipo             |